# ديكلان بونير
ديكلان بونير (بالإنجليزية: Declan Bonner)‏ هو لاعب كرة القدم الغالية أيرلندي، ولد في 11 أغسطس 1965 في ليتركيني في جمهورية أيرلندا.